# Promenade Claude-Desbons
La promenade Claude-Desbons est une avenue longeant les berges du Gers, à Auch en région Occitanie. Elle fut créée par la mairie d'Auch au XXe siècle en l'honneur de son ancien maire ; Claude Desbons. Son histoire, ses aménagements ainsi que sa situation géographique avantageuse, lui permettent un développement quotidien.

## Histoire
Au XXe siècle, un seul chemin d'herbe et de terre impraticable était présent le long du Gers. À la suite de l'inondation de la ville, en 1977, la mairie d'Auch a décidé d'aménager les berges et de créer un espace plus praticable. Elle entame alors les premières modifications. Même après plusieurs années, les aménagements et l’embellissement des berges ne finissent pas.

## Aménagement
Cet aménagement est classé comme piste verte. Anciennement dévasté par le Gers, cette promenade accueille aujourd'hui sur une distance de 4 km, de nombreux passants qui peuvent apprécier ce parcours linéaire classé comme facile.

### Arbres
La ripisylve (du latin ripi=rive et sylva=forêt) du Gers est d'une grande diversité (arbres, arbustes, arbrisseaux…). Elle permet de participer à la vie biologique de la rivière. Les berges sont néanmoins entretenues quotidiennement pour mieux la conserver.

## Monuments

### Monuments historiques

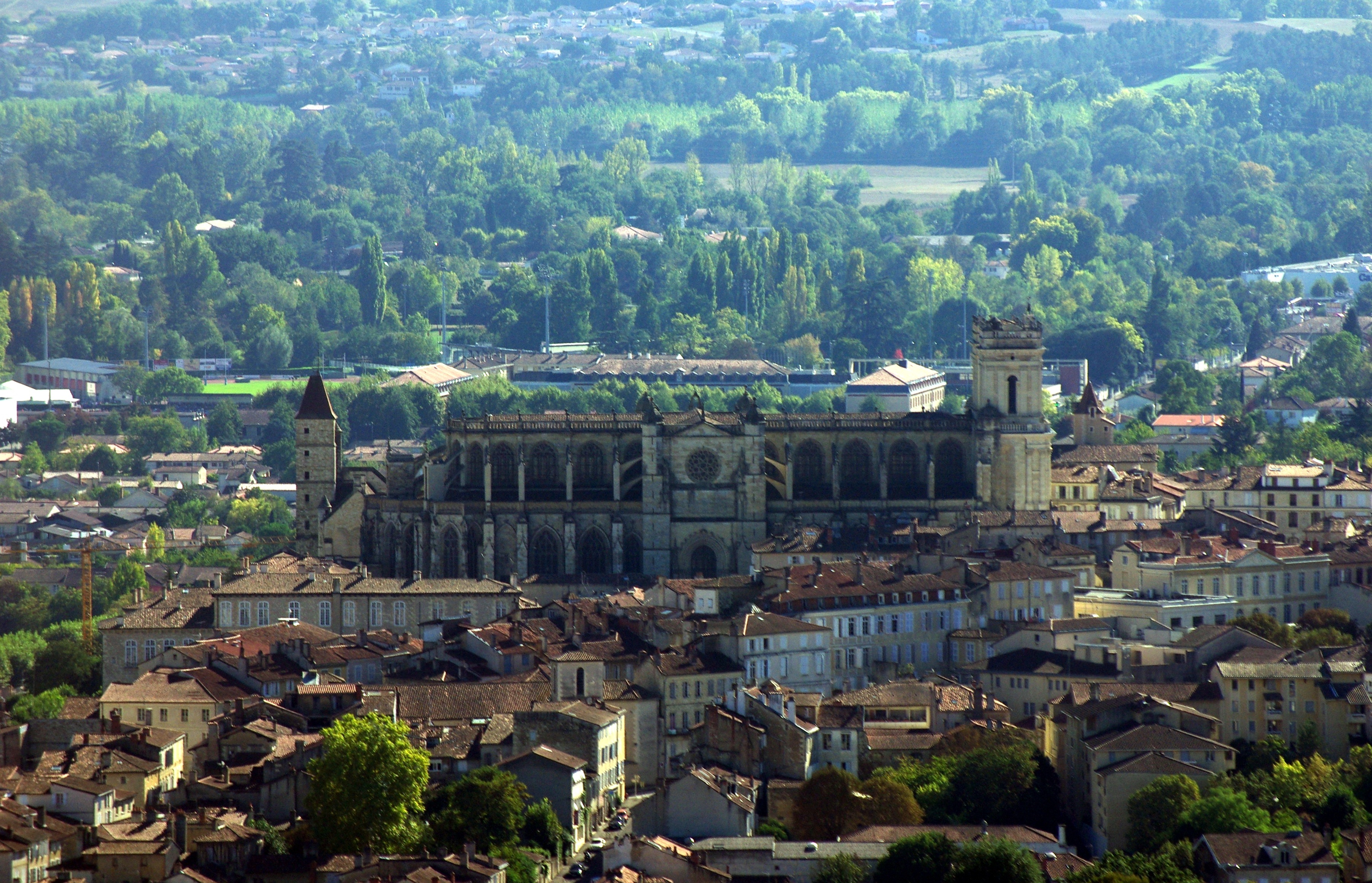
Cathédrale d'Auch vue du ciel.

Les berges, de par la longueur de la rivière et les nouvelles constructions, passent près de plusieurs monuments historiques. Nous pouvons par exemple citer l'escalier monumental, la tour d'Armagnac ainsi que la Cathédrale Sainte-Marie.

### L'Abri impossible
La rivière passe devant « L'Abri impossible », construction qui fut créée à l'issue de la catastrophe naturelle de juillet 1977. Cet abri a été sculpté en 1992 par Jaume Plensa, à la suite de « L'Observatoire du temps ».  